# Folkets nationalkongress Reform - Ett Guyana
Folkets nationalkongress Reform - Ett Guyana (PNCR-1G) är det ledande oppositionspartiet i Guyana. Partiledare är Robert O H Corbin.
Partiet bildades inför valet 2006, genom samgående mellan Folkets nationalkongress och Reformgruppen. De båda partierna hade redan 2001 haft en valallians.
I parlamentsvalet fick man 34 % av rösterna och 22 mandat och blev därmed landets näst största parti.

## Politik
I valplattformen 2006 skrev man att partiets "vision för ett förändrat Guyana tar sin utgångspunkt i vår tro på Gud som universums allsmäktige härskare, och i erkännandet av att de betungande anspråken på att leda vårt land kräver en gemensam insats av alla invånare".
Partinamnet är ett uttryck för en vilja att samla alla progressiva krafter oavsett "ras, klass eller ekonomisk bakgrund".
Man säger sig vilja återupprätta traditionella familjevärderingar, bekämpa fattigdom och drogrelaterad brottslighet och återinföra rätten till fria universitetsstudier.